# Alexander Schallenberg
Alexander Georg Nicolas Schallenberg (Berna, Suïssa, 20 de juny de 1969) és un diplomàtic, jurista i polític austríac que exercí com a ministre d'Afers Exteriors del 2019 al 2025, breument interromput per un període d'octubre a desembre de 2021, quan exercí com a 27è canceller d'Àustria,  càrrec que va tornar a exercir de manera interina del gener al març de 2025.
Membre del Partit Popular Austríac (ÖVP), ocupà el ministeri al govern de Bierlein i al Segon govern de Kurz, abans de servir breument com a canceller successor de Kurz de l'11 d'octubre al 6 de desembre de 2021. El 10 de gener de 2025, Schallenberg fou nomenat canceller en funcions pel president Alexander Van der Bellen, després de la dimissió de Karl Nehammer, que havia exercit el càrrec de canceller interí des de l'octubre de 2024 després de les eleccions legislatives del mes anterior.
És membre de la important família Schallenberg i graduat del Col·legi d'Europa, Schallenberg fou un diplomàtic de carrera que es convertí en mentor de Kurz quan aquest va esdevenir ministre d'Afers Exteriors. Kurz el va nomenar director de planificació estratègica de política exterior i cap del Departament europeu. Schallenberg s'incorporà al gabinet com a ministre d'Afers Exteriors el 2019. Després que Kurz anunciés la seva dimissió imminent el 9 d'octubre de 2021, l'ÖVP proposà Schallenberg per substituir-lo com a canceller d'Àustria. Prengué possessió del càrrec l'11 d'octubre de 2021. Schallenberg anuncià la seva dimissió imminent el 2 de desembre de 2021, després de menys de dos mesos al càrrec. La seva dimissió va entrar en vigor el 6 de desembre, per tornar a ser ministre d'Afers Exteriors.

## Antecedents i família

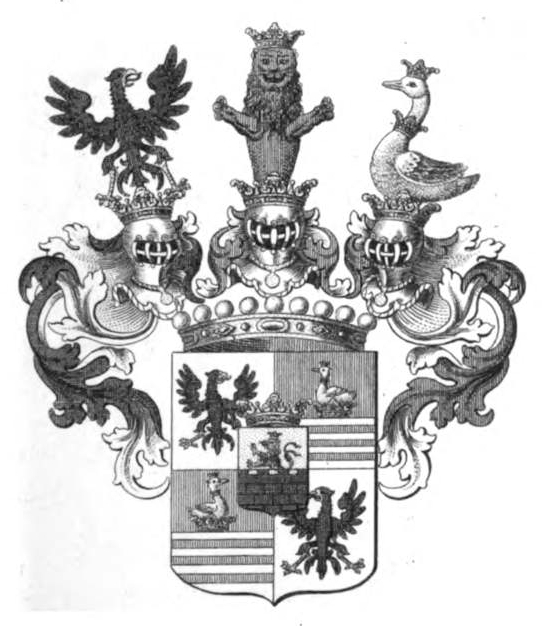
Escut d'armes de la família Schallenberg, la qual rebé el títol de comte el 1666

Membre de la branca comtal de la família austrohongaresa Schallenberg, Alexander Georg Nicolas nasqué el 1969 a Berna, Suïssa, on el seu pare Wolfgang era ambaixador d'Àustria a Suïssa. La seva mare és nativa de Suïssa i filla del banquer suís i president de la UBS Alfred Schaefer. Schallenberg es va criar a l'Índia, Espanya i França, on el seu pare feu d'ambaixador i finalment esdevenir secretari general del Ministeri d'Afers Exteriors. Schallenberg parla alemany, francès, anglès i castellà amb fluïdesa, i té coneixements bàsics de rus. El Genealogisches Handbuch des Adels enumera els seus noms de pila com a Alexander Georg Nicolas Christoph Wolfgang Tassilo,  encara que Schallenberg n'ha mostrat disconformitat i ha enumerat Alexander Georg Nicolas com els seus noms de pila.
El seu avi patern, Herbert, comte de Schallenberg (1901–1974), fou cònsol general austríac a Praga,  mentre que la seva àvia paterna era filla del polític Walter Koch, ambaixador saxó i més tard alemany a Praga. És el segon besnét del general austrohongarès Karl Kostersitz von Marenhorst . Schallenberg té ascendència principalment suïssa per part de mare i ascendència austríaca, bohèmia, morava, hongaresa i saxona per part de pare. El títol hereditari d'Alexander Schallenberg és comte, que va ser atorgat a la seva família el 1666 dins de les Terres Hereditàries dels Habsburg .  És el primer canceller des de Kurt Schuschnigg i el príncep Starhemberg que pertany a una família noble.

### Matrimoni i fills
Schallenberg casà amb Marie-Isabelle Hénin (nascuda el 1969 a Uccle ) a Saint-Pierre, França, el 1995, una funcionària europea francobelga i també graduada del Col·legi d'Europa. És filla d'Erik Hénin, destacada eqüestre i membre de l'alta societat parisenca dels anys seixanta Isabelle Le Maresquier, i néta del destacat arquitecte francès Noël Le Maresquier i de la noble espanyola Conchita López de Tejada; Isabelle Le Maresquier era neboda del primer ministre francès Michel Debré . La seva família fou considerada un exemple de "noblesa estatal" francesa per Pierre Bourdieu.
Alexander i Marie-Isabelle Schallenberg tenen quatre fills; posteriorment es van divorciar.

## Educació i inicis de carrera professional
De 1989 a 1994, va estudiar dret a la Universitat de Viena i a la Universitat de París II Panthéon-Assas . De 1995 a 1996 va obtenir un Màster en dret europeu al Col·legi d'Europa de Bruges, Bèlgica, una institució que pretén "formar una elit de joves executius per a Europa" i dels graduats de la qual  es diu que formaven una "màfia de Bruges" molt unida. Schallenberg es va graduar de la "promoció Walter Hallstein ".
El 1997, Schallenberg es va incorporar al servei diplomàtic austríac. Del 2000 al 2005, va treballar a la representació permanent d'Àustria davant la Unió Europea a Brussel·les, on va dirigir el departament jurídic. El 2006, va esdevenir portaveu de premsa de la ministra d'Afers Exteriors, Ursula Plassnik, també graduada del Col·legi d'Europa.
Quan Sebastian Kurz va esdevenir ministre d'Afers Exteriors, Schallenberg va ser nomenat director de planificació estratègica de política exterior el 2013. Originalment, havia de ser ambaixador a l'Índia el 2014, però va optar per romandre al ministeri d'afers exteriors per treballar amb el nou ministre d'afers exteriors. Schallenberg va ser vist àmpliament com un mentor de l'inexpert Kurz, que sabia poc de política exterior, qui al seu torn el va ascendir a càrrecs superiors. El 2016, Schallenberg va esdevenir cap del departament europeu del ministeri d'afers exteriors.

## Carrera política

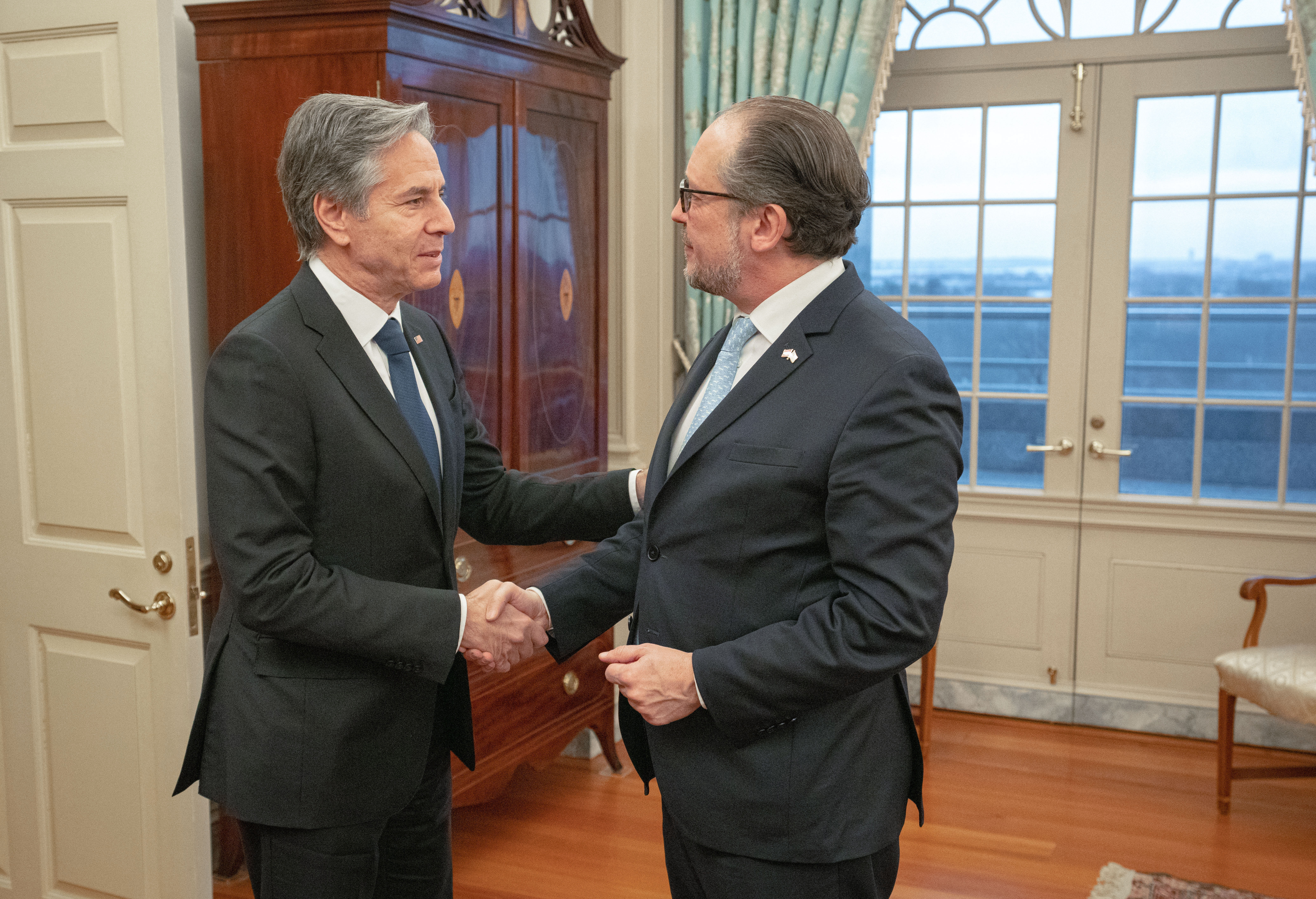
Reunió de Schallenberg amb el secretari d'Estat dels EUA, Antony Blinken, 7 de febrer de 2023

El 3 de juny de 2019, Schallenberg succeí Karin Kneissl com a ministra d'Afers Exteriors d'Àustria . Mantingué el seu càrrec com a part del segon gabinet Kurz, prenent possessió el 7 de gener de 2020. Dimití quan va esdevenir canceller, però va tornar al càrrec després de la seva dimissió.

### Canceller
Després que Kurz anunciés la seva dimissió imminent el 9 d'octubre de 2021 com a resultat de la investigació de corrupció de Kurz, Schallenberg va ser proposat per l'ÖVP per substituir-lo com a canceller d'Àustria .
Schallenberg va prendre possessió del càrrec de canceller l'11 d'octubre de 2021 davant del president Alexander Van der Bellen . En el seu primer acte oficial, va nomenar el diplomàtic de carrera i ambaixador a França Michael Linhart per succeir-lo com a ministre d'Afers Exteriors.
El novembre de 2021, Schallenberg va anunciar que les vacunes contra la COVID-19 serien obligatòries a Àustria a partir del febrer de 2022. Es va convertir en el primer país europeu a obligar a vacunar.
Schallenberg va anunciar la seva dimissió el 2 de desembre de 2021 després que Kurz anunciés que deixava la política poques hores abans. Com a raó per la seva dimissió, va al·legar la seva creença que el canceller i el líder del partit haurien de ser la mateixa persona.

### ministre d'Afers Exteriors

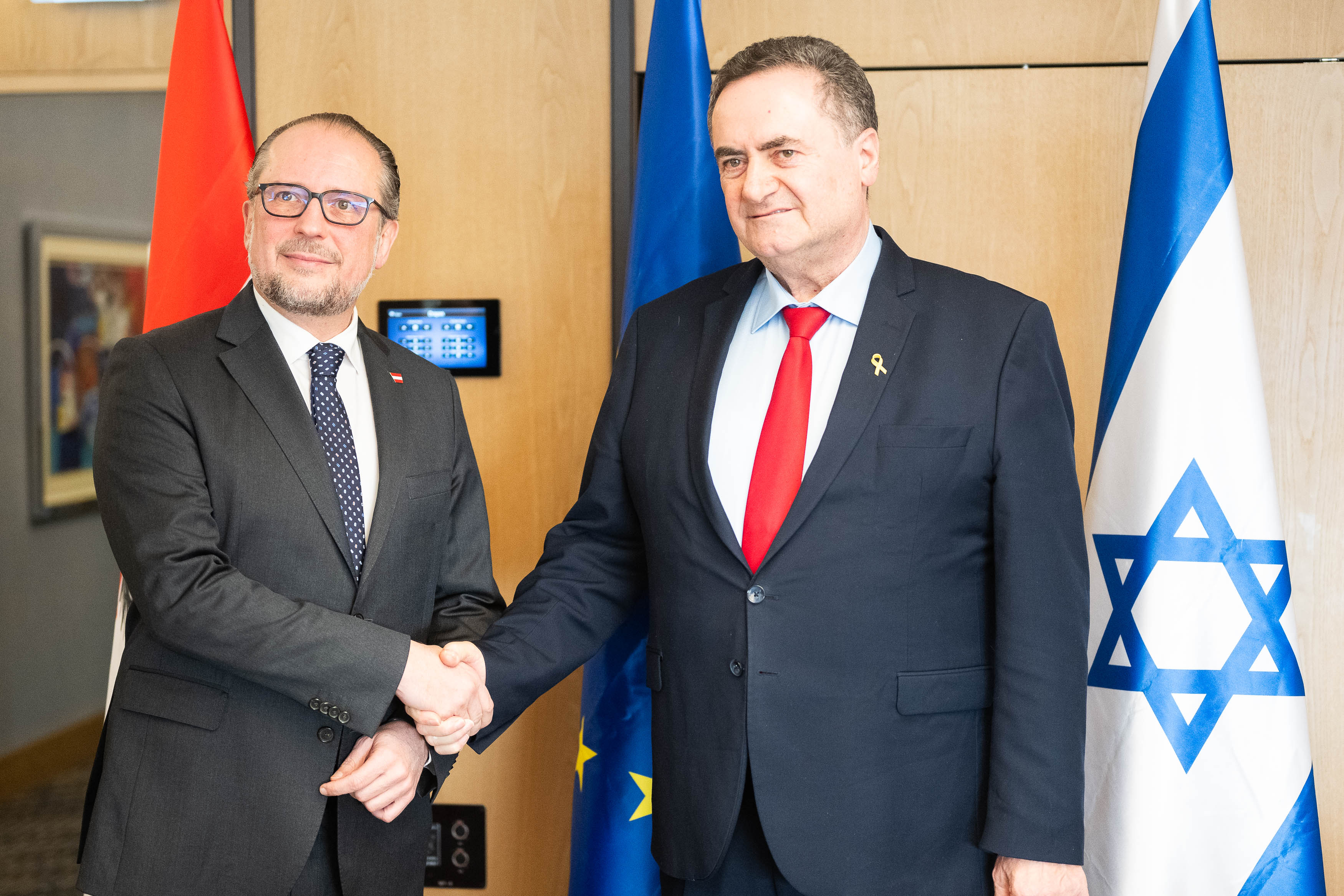
Schallenberg amb el ministre d'Afers Exteriors israelià, Israel Katz, a Tel Aviv, Israel, 27 de febrer de 2024

El 9 d'octubre de 2023, Schallenberg anuncià la suspensió del lliurament de 19 milions d'euros d'ajuda a zones palestines en resposta a la guerra de Gaza i va dir que revisaria els seus projectes existents als Territoris Palestins . També va dir que convocaria l'ambaixador iranià per abordar les "reaccions abominables" de l'Iran a l'atac.
El 2025, Schallenberg va ser nomenat canceller interí per segona vegada pel president Van der Bellen, amb efecte a partir del 10 de gener, després de la dimissió de Karl Nehammer.

## Honors
- Gran Creu de l' Orde del Mèrit del Principat de Liechtenstein (2019)[34]
- Cavaller de la Gran Creu de l'Orde del Mèrit de la República Italiana (2020)[35]

## Altres activitats
Des del 2020, Schallenberg ha estat administrador del Fons Nacional de la República d'Àustria per a les Víctimes del Nacionalsocialisme .